# Trey Drechsel
Thomas Bruce Drechsel III, detto Trey (Woodinville, 27 luglio 1996), è un cestista statunitense.

## Palmarès
- Liga Portuguesa de Basquetebol: 2

Benfica: 2023-2024, 2024-2025
- Coppa di Polonia: 1

Stal Ostrów: 2022
- Supercoppa del Portogallo: 1

Benfica: 2023